# نظرية مؤامرة حكومة الاحتلال الصهيوني

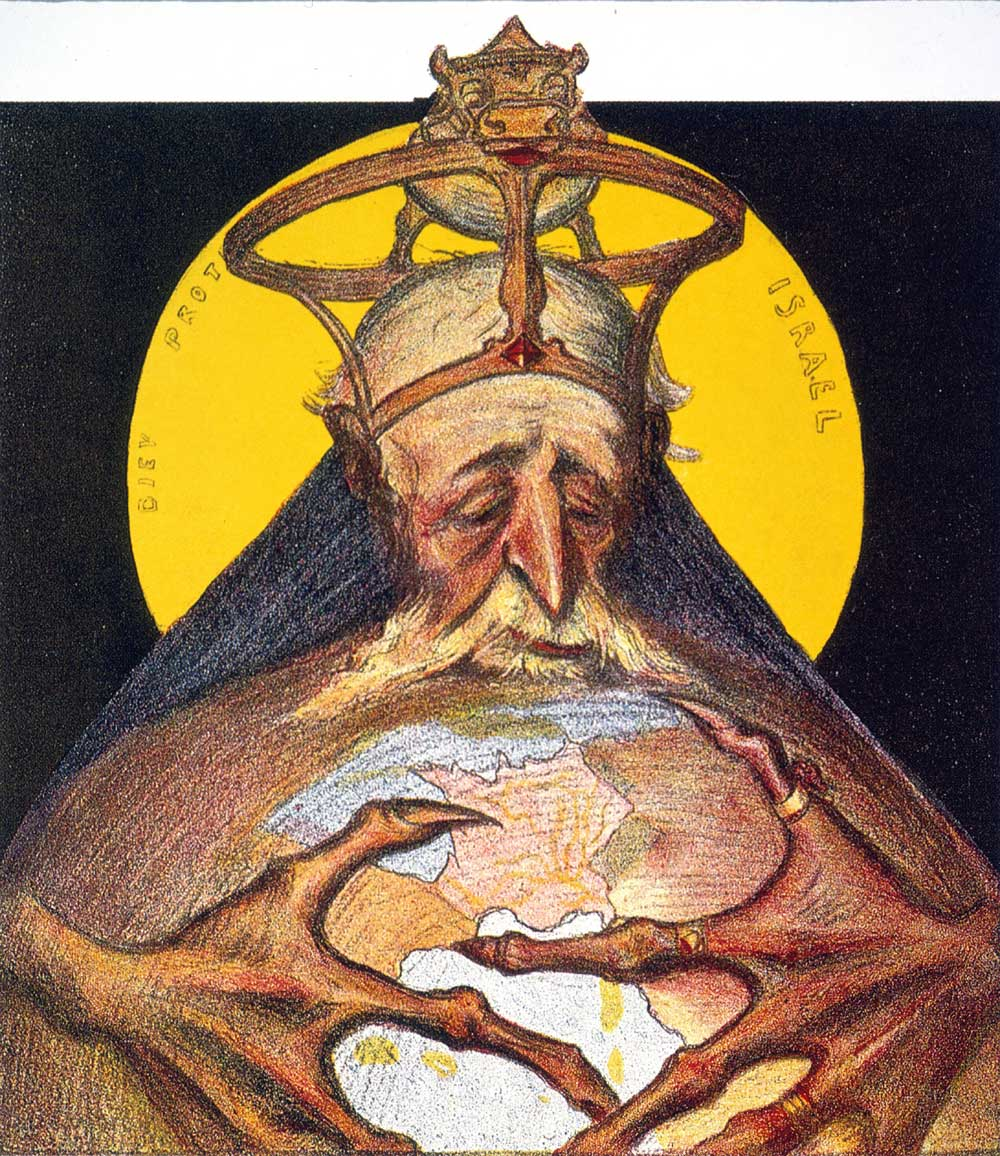

إن حكومة الاحتلال الصهيوني، أو الحكومة المهنية الصهيونية، أو الحكومة التي تسطير عليها الصهيونية (والمختصرة باسم ZOG) هي نظرية مؤامرة لا سامية تدعي أن اليهود يسيطرون سرا على حكومات الدول الغربية.  أحيانًا يتم استخدام أشكال أخرى مثل «الحكومة اليهودية» (يُشار إليها اختصارًا باسم JOG). وفقًا للمؤمنين، تسيطر منظمة صهيونية سرية على البنوك الدولية، ومن خلالها الحكومات، من أجل التواطؤ ضد مصالح البيض أو المسيحية أو الإسلامية.
يتم استخدام التعبير من قبل جماعات سيادة البيض أو القومية البيضاء أو اليمين المتطرف أو النازية أو  أو الجماعات المعادية للسامية في الولايات المتحدة       وأوروبا،  وكذلك القوميون المتطرفون مثل باميات في روسيا، ومختلف الجماعات اليمينية المتطرفة بما في ذلك هوية مسيحية، وهيثانية، وكو كلوكس كلان.
لا ينبغي الخلط بين كلمة الصهيونية في «حكومة الاحتلال الصهيوني» وأيديولوجية الصهيونية، الحركة المؤيدة لدولة يهودية في أرض إسرائيل. لأن منظري المؤامرة يسمّون دولًا خارج تلك المنطقة بشكل رئيسي، فإن استخدام الصهاينة في هذا السياق مضلل، ويهدف إلى تصوير اليهود على أنهم متآمرون يهدفون إلى السيطرة على العالم،  كما في بروتوكولات حكماء صهيون. 

## التاريخ
كان لدى الفاشي البريطاني أرنولد سبنسر ليسي عادة الإشارة إلى «الحكومة اليهودية» لأمته في عقود ما بين الحرب وما بعد الحرب، في حين أن النازيين في عهد جمهورية فايمار رفضوا ما يسمى «يهودية» وراء هذا النظام. في أواخر القرن التاسع عشر في فرنسا، كان التلميح بأن الحكومة الفرنسية كانت تحت سلطة اليهود هو ادعاء شائع في الخطاب القومي.
كان ظهور المصطلح مبكرًا في مقال نشر عام 1976 بعنوان "مرحبًا بك في عالم الصهيونية"، نُسبة إلى نازي أمريكي جديد يدعى إريك طومسون.  كما يتميز أيضًا بالموضوع الرئيسي في كتاب 1978 The The Turner Diaries، الذي كتبه ويليام لوثر بيرس (مؤسس المنظمة القومية البيضاء " التحالف الوطني"). ولفت المصطلح انتباه جمهور أكبر في مقال نشرته صحيفة نيويورك تايمز يوم 27 ديسمبر عام 1984 حول عمليات السطو التي ارتكبت في ولاية كاليفورنيا وواشنطن من قبل مجموعة سيادة البيض تدعى منظمة أوردر. ووفقًا للصحيفة، فإن الجرائم "تمت لجمع الأموال لخوض حرب على حكومة الولايات المتحدة، والتي تطلق عليها المجموعة اسم" ZOG "، أو حكومة الاحتلال الصهيوني".   في عام 1985، زعمت جماعة بوسيه كوميتاتوس اليمينية المتطرفة ومقرها ولاية أوريغون: "أمتنا أصبح الآن تحت سيطرة الحكومة الدولية غير المرئية لليهود العالميين".
السياسي السلوفاكي ماريان كوتليبا، الذي فاز حزبه (حزب الشعب سلوفاكيا) بمقعدين في البرلمان الأوروبي في انتخابات 2019،  يدعي أن «حكومة الاحتلال الصهيوني» تسيطر على السياسة السلوفاكية.

## نظريات المؤامرة
تخيل النشطاء مجموعة متنوعة من المؤامرات التي تنجذب حول نظرية المؤامرة الأصلية، وذكر أحدهم على سبيل المثال أنه تم تحذير 4000 يهودي من هجمات 11 سبتمبر قبل وقوعها. يدعي المؤمنون أيضًا أن القوات المشابهة لـحكومة الاحتلال الصهيوني تسيطر على السياسة الخارجية للولايات المتحدة. على الرغم من التفردات الخاصة بها، فإن معظم نظريات حكومة الاحتلال الصهيوني تتضمن فكرة وجود قوة يهودية تسيطر على التمويل أو البنوك، بما في ذلك نظرية تتخيل سيطرة يهودية على الاحتياطي الفيدرالي. 
طور النازيون الجدد دايفيد لين روايته لنظرية مؤامرة الإبادة الجماعية البيضاء في كتابه ق. 1995 بيان الإبادة الجماعية البيضاء، أصل الاستخدام اللاحق للمصطلح.    ادعى لين أن سياسات الحكومة في العديد من الدول الغربية كانت تهدف إلى تدمير الثقافة الأوروبية البيضاء وجعل الناس البيض «من الأنواع المنقرضة». لين - عضو مؤسس في المنظمة - انتقد الاعتقاد الخاطئ والإجهاض والشذوذ الجنسي والسيطرة اليهودية على وسائل الإعلام و«الرياضة متعددة الأعراق» والتداعيات القانونية ضد من «يقاومون الإبادة الجماعية» وحكومة الاحتلال الصهيونية التي قال انها سيطر على الولايات المتحدة والدول ذات الغالبية العظمى من البيض والتي تشجع «الإبادة الجماعية البيضاء».